# Fernando San Emeterio
Fernando San Emeterio Lara (Santander, 1º gennaio 1984) è un ex cestista e allenatore di pallacanestro spagnolo, di ruolo ala piccola.

## Carriera
Con la Spagna ha disputato i Giochi olimpici di Londra 2012, i Campionati mondiali del 2010 e quattro edizioni dei Campionati europei (2011, 2013, 2015, 2017).

## Statistiche

### Eurolega
| Anno      | Squadra        | PG  | PT  | MP   | TC%  | 3P%  | TL%  | RP  | AP  | PRP | SP  | PP   |
| --------- | -------------- | --- | --- | ---- | ---- | ---- | ---- | --- | --- | --- | --- | ---- |
| 2008-2009 | Saski Baskonia | 20  | 4   | 11,0 | 40,3 | 28,6 | 88,2 | 1,8 | 0,6 | 0,3 | 0,0 | 3,6  |
| 2009-2010 | Saski Baskonia | 20  | 18  | 28,0 | 54,9 | 42,6 | 80,0 | 3,8 | 2,3 | 0,8 | 0,0 | 11,8 |
| 2010-2011 | Saski Baskonia | 20  | 20  | 33,8 | 56,9 | 50,0 | 77,1 | 5,4 | 2,4 | 0,8 | 0,0 | 13,7 |
| 2011-2012 | Saski Baskonia | 10  | 5   | 28,1 | 47,2 | 34,3 | 96,0 | 4,6 | 2,1 | 0,8 | 0,0 | 12,0 |
| 2012-2013 | Saski Baskonia | 28  | 9   | 24,3 | 43,5 | 33,8 | 77,2 | 3,3 | 2,1 | 0,5 | 0,0 | 9,0  |
| 2013-2014 | Saski Baskonia | 21  | 21  | 26,7 | 49,7 | 43,5 | 79,3 | 2,8 | 2,0 | 0,3 | 0,0 | 9,3  |
| 2014-2015 | Saski Baskonia | 24  | 7   | 23,2 | 42,1 | 31,9 | 79,7 | 3,0 | 1,8 | 0,5 | 0,0 | 10,2 |
| 2017-2018 | Valencia       | 20  | 10  | 22,2 | 45,0 | 40,3 | 79,3 | 2,8 | 2,3 | 0,2 | 0,0 | 9,4  |
| 2019-2020 | Valencia       | 24  | 15  | 17,8 | 47,9 | 46,8 | 75,0 | 1,8 | 1,6 | 0,4 | 0,0 | 7,3  |
| 2020-2021 | Valencia       | 24  | 5   | 13,3 | 41,4 | 36,2 | 95,0 | 1,3 | 1,3 | 0,3 | 0,0 | 4,9  |
| Carriera  | Carriera       | 211 | 114 | 22,4 | 47,3 | 39,3 | 80,6 | 2,9 | 1,8 | 0,5 | 0,0 | 8,9  |

## Palmarès

### Club
- Campionato spagnolo: 2

Saski Baskonia: 2009-10
Valencia: 2016-17
- Supercoppa spagnola: 2

Saski Baskonia: 2008
Valencia: 2017
- Copa del Rey: 1

Saski Baskonia: 2009
- Liga catalana: 1

Girona: 2006
- FIBA EuroCup: 1

Girona: 2006-07
- Eurocup: 1

Valencia: 2018-19

### Nazionale
- Olimpiadi:

 Londra 2012
- Europei:

 Lituania 2011
 Francia 2015
 Slovenia 2013

### Individuale
- MVP Liga ACB

Saski Baskonia: 2010-11
- All-Euroleague First Team: 1

Saski Baskonia: 2010-11
- All-Eurocup Second Team: 1

Valencia: 2016-17